# Bajram Rexhepi
Pour les articles homonymes, voir Rexhepi.
 (juin 2015).
Bajram Rexhepi, né le 3 juin 1954 à Kosovska Mitrovica (province socialiste autonome du Kosovo, République fédérative populaire de Yougoslavie) et mort le 21 août 2017 à Istanbul (Turquie), est un homme d'État kosovar, premier Premier ministre du Kosovo de l'après-guerre.
Il est membre du troisième plus grand parti politique au Kosovo, le Parti démocratique du Kosovo.

## Biographie
Bajram Rexhepi est diplômé de l'université de Pristina et a fait ses études de troisième cycle à l'université de Zagreb en 1985. Il passe la majeure partie de sa carrière à travailler comme chirurgien.
Durant le conflit de 1999, Bajram Rexhepi rejoint l'Armée de libération du Kosovo et passe trois mois comme médecin de terrain. Aux élections générales de novembre 2001, au Kosovo, le parti de Rexhepi remporte 25,7 % des suffrages, au deuxième rang après Ibrahim Rugova de la Ligue démocratique du Kosovo. Il est nommé Premier ministre par l'Assemblée du Kosovo le 4 mars 2002. Dans la suite des élections générales, tenues le 24 octobre 2004, le Parti démocratique du Kosovo arrive en seconde place et remporte 30 sièges au Parlement.
Bajram Rexhepi est considéré comme un modéré et il affirme que l'un de ses principaux objectifs serait de « promouvoir la tolérance et la réconciliation ».
Notons qu'en 1999, l'ex-Casque bleu François Crémieux présente Bajram Rexhepi, alors maire de Mitrovitsa, à l'artiste français Chris Marker. Durant trois semaines, les hommes se rencontrent et ont discutent face à la caméra de Marker. De ces rencontres, ils ont réalisé un court métrage intitulé Un maire au Kosovo, publié en 2016 dans le coffret DVD "Trilogie des Balkans". En ressort un témoignage lucide sur le temps de guerre, mais également sur les premières années d'après-guerre dans les Balkans.